# 가브리엘 크라메르

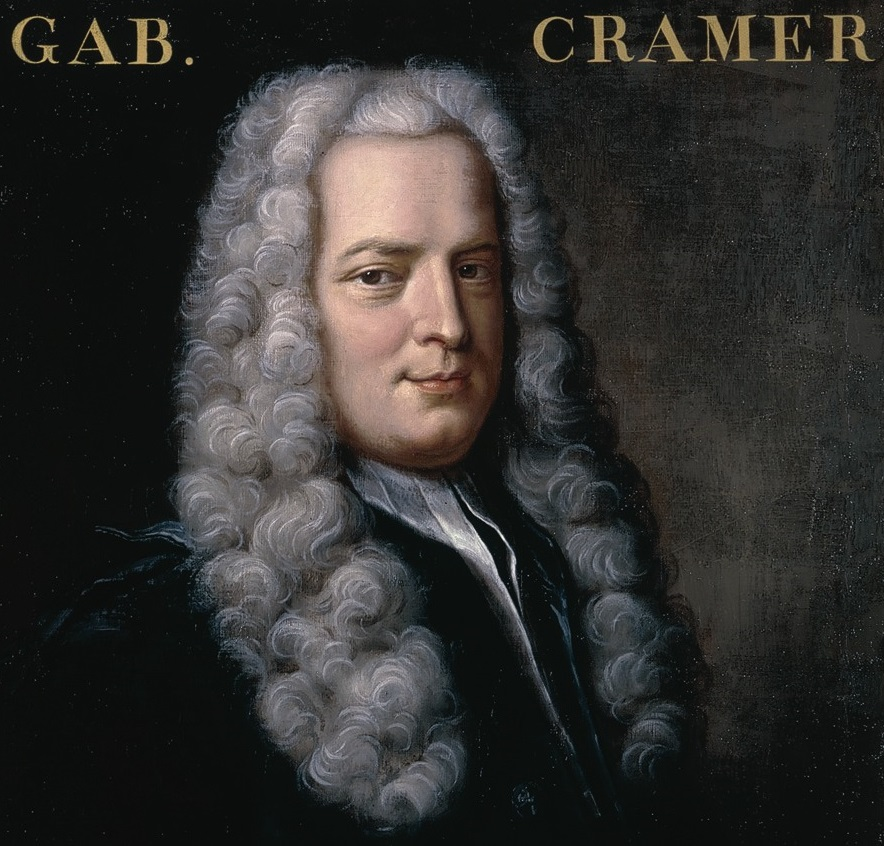

가브리엘 크라메르(Gabriel Cramer , 7월 31일, 1704 - 1월 4일, 1752)는 스위스 제네바 수학자이었다. 그는 의사 장 크라메르(Jean Cramer)와 앤 말렛 크레이머(Anne Mallet Cramer)의 아들이었다.
크라메르(Cramer)는 어린 나이부터 수학에 대한 재능을 보여주었다. 18세에 박사 학위를 받았고 20세 때 제네바 대학 (University of Geneva)에서 수학했다.
1728년 그는 다니엘 베르누이 (Daniel Bernoulli)에게서 온 상트페테르부르크의 역설(St. Petersburg Paradox)에 대한 해결책을 제안했다.
그는 40대에서 가장 잘 알려진 작품을 발표했다. 그것은 크라메르의 정리인 대수 곡선(Cramer 's Theorem-algebraic curves, 1750)에 대한 그의 논문을 포함하고있다. n차의 곡선이 n ( n + 3) / 2 점에 의한 일반위치(General position)에 결정된다는 가장 빠른 증거가 포함되어 있다. (곡선을 결정하는 점의 수와 비교 된 두 개의 곡선의 교차 수와 관련된 크라메르의 패러독스)
그는 베르누이 가문의 두 명의 작품을 편집했고 행성의 타원형 회전 궤도와 운동의 움직임인 장축단(1730) 그리고 뉴턴의 3차 곡선 처리(1746)에 대해 기술했다.
1750년 그는 크라메르(Cramer)의 공식을 발표하여 선형 방정식계에서 알려지지 않은 모든 것에 대한 솔루션의 일반적인 공식을 제시했다. 이는 방정식계에 내재적으로 함축되어있는 행렬식의 관점에서 고유한 솔루션을 가진다. 이 규칙은 여전히 표준이다.
그는 1730년대 후반 유럽에서 광범위한 여행을했는데, 이는 수학에 큰 영향을 미쳤다. 그는 1752년 바뇰쉬르세즈(Bagnols-sur-Cèze)에서 사망하기까지 건강을 회복하기 위해 프랑스 남부를 여행했다.

## 같이 보기
- 장 루이 칼란드리니아
- 악마의 곡선
- 크라메르-카스티용 문제

## 참고
- MacTutor History of Mathematics archive